# Assorbanza
L'assorbanza (in passato densità ottica, indicata con D) è l'intensità di radiazione elettromagnetica che viene assorbita da un corpo, in spettroscopia è definita come l'opposto del logaritmo della trasmittanza; può essere riferita sia in termini di logaritmo naturale sia con altre basi del logaritmo che per evitare ambiguità è meglio indicare a pedice del simbolo "A":
{\displaystyle A=-\ln T=\ln I_{0}-\ln I_{1}}
{\displaystyle A_{10}=-\log _{10}T=\log _{10}I_{0}-\log _{10}I_{1}={\frac {A}{\ln 10}}}
dove I0 e I1 sono le intensità della luce incidente e della luce che emerge dal campione attraversato a una data lunghezza d'onda. 
L'assorbanza è in relazione lineare con la concentrazione di un campione - per concentrazioni sufficientemente basse - secondo la legge di Lambert-Beer. Attraverso tale relazione, le misure di assorbanza sono alla base dell'analisi chimica quantitativa per spettrofotometria.
Quando le concentrazioni iniziano ad essere troppo elevate, si perde la linearità della legge di Lambert-Beer. In questo caso è necessario ricorrere a teorie più avanzate come la teoria dell'attività chimica (Debye-Hückel), la teoria dello scattering della luce o i modelli di assorbimento saturabile.